# Setariola sericea
Setariola sericea is een keversoort uit de familie Languriidae. Eerst werd het door Mulsant & Rey in 1863 Setaria sericea genoemd, wat later door Jakobson in 1915 in de huidige naam werd veranderd. Reitter stelde in 1920 Setarella sericea voor, maar deze werd niet geldig verklaard.
Deze kever komt tegenwoordig vooral voor in Zuidwest-Europa.